# Dekanat łebski
Dekanat Łeba – jeden z 30 dekanatów w rzymskokatolickiej diecezji pelplińskiej.

## Parafie
W skład dekanatu wchodzi 9 parafii:
- parafia św. Jana Chrzciciela – Białogarda
- parafia Wniebowzięcia Najświętszej Maryi Panny – Cecenowo
- parafia św. Józefa Oblubieńca – Charbrowo
- parafia św. Marii Magdaleny – Garczegorze
- parafia św. Jakuba Apostoła – Łeba
- parafia Wniebowzięcia Najświętszej Maryi Panny – Łeba
- parafia Najświętszej Maryi Panny Królowej Polski – Łebień
- parafia św. Anny – Sarbsk
- parafia Miłosierdzia Bożego – Sasino

## Sąsiednie dekanaty
Główczyce, Gniewino, Lębork.